# Douglas Paige
Douglas Paige, britanski general, * 1886, † 1958.